# Église Sainte-Colombe de Vià
L'église Sainte-Colombe de Vià (Santa Coloma de Vià en catalan) est une église romane située à Via, hameau de Font-Romeu en Cerdagne dans le département français des Pyrénées-Orientales en région Occitanie. 
L'édifice a été inscrit au titre des monuments historiques en 1964.

## Historique
L'église Sainte-Colombe de Vià est mentionnée pour la première fois dans l'« Acte de Consécration de la Cathédrale de la Seu d'Urgell » au Xe siècle sous le nom d'Avizano.
L'édifice roman actuel date du XIIIe siècle.
L'église abrite une statuette de saint Vincent qui était dans la chapelle Saint-Vincent de Portoles, située dans la même commune près de la limite de Saillagouse, et dont il ne reste que de maigres vestiges (42° 28′ 40″ N, 2° 02′ 28″ E). Cette chapelle, signalée au XIIIe siècle, était une hostellerie située près de la strata Ceretana, ancienne voie romaine traversant la Cerdagne et reliant la mer et la voie Domitienne à Llivia, la Seu d'Urgell et Lérida par le Conflent et le col de la Perche.

## Architecture
De l'église romane ne subsistent qu'une partie de la façade méridionale et le portail.
Cette portion de façade est édifiée en pierre de taille de très grandes dimensions.
Le remarquable portail méridional est surmonté d'une archivolte comportant deux voussures. La première voussure est ornée de têtes et de boules alors que la deuxième est ornée d'un arc torique (boudin).
Le portail est encadré de deux courtes colonnes surmontées de chapiteaux massifs et intègre une porte aux superbes pentures.
Au-dessus du portail se trouve un corbeau figurant un visage humain, dernier vestige d'un ancien porche.

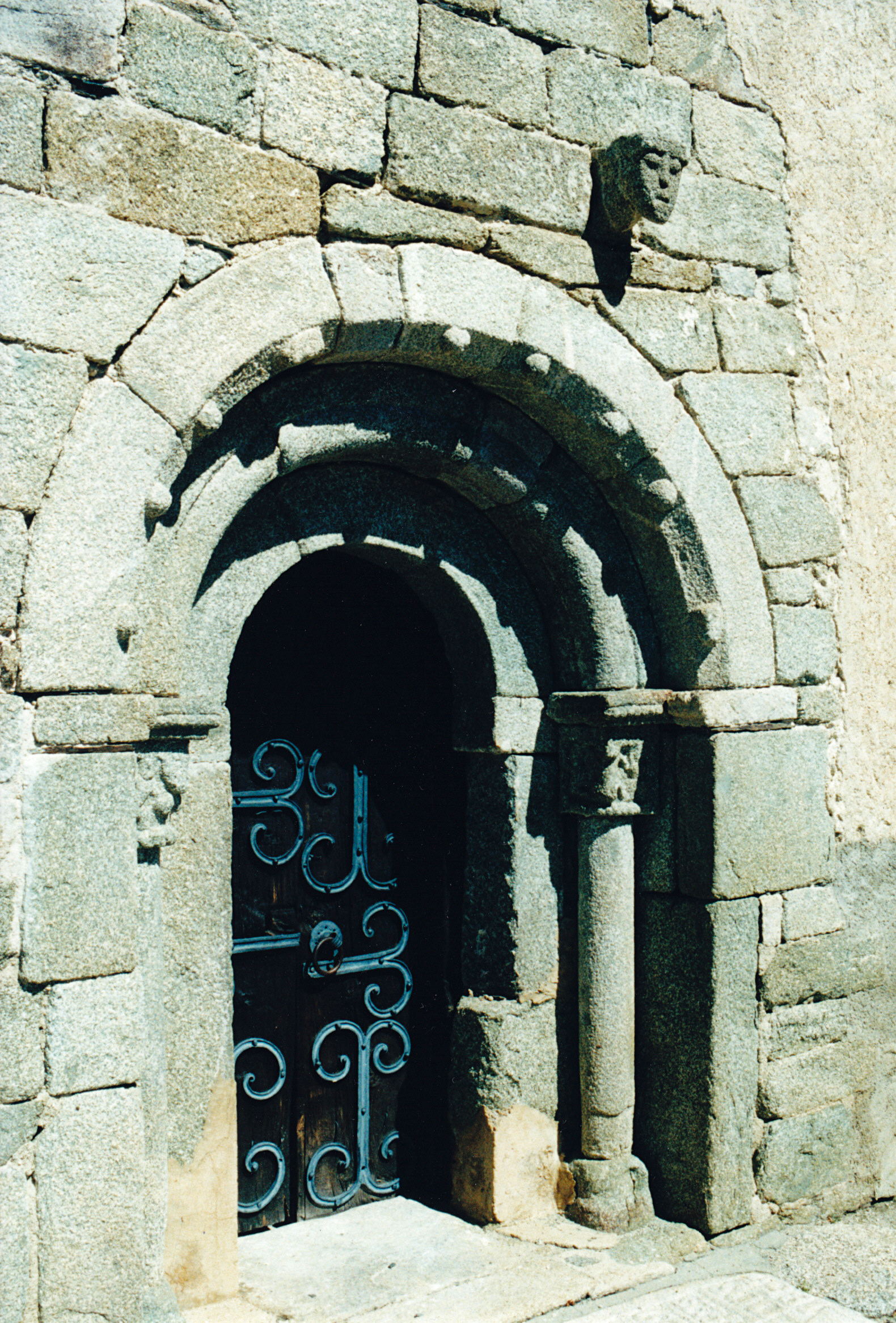
Le portail méridional.
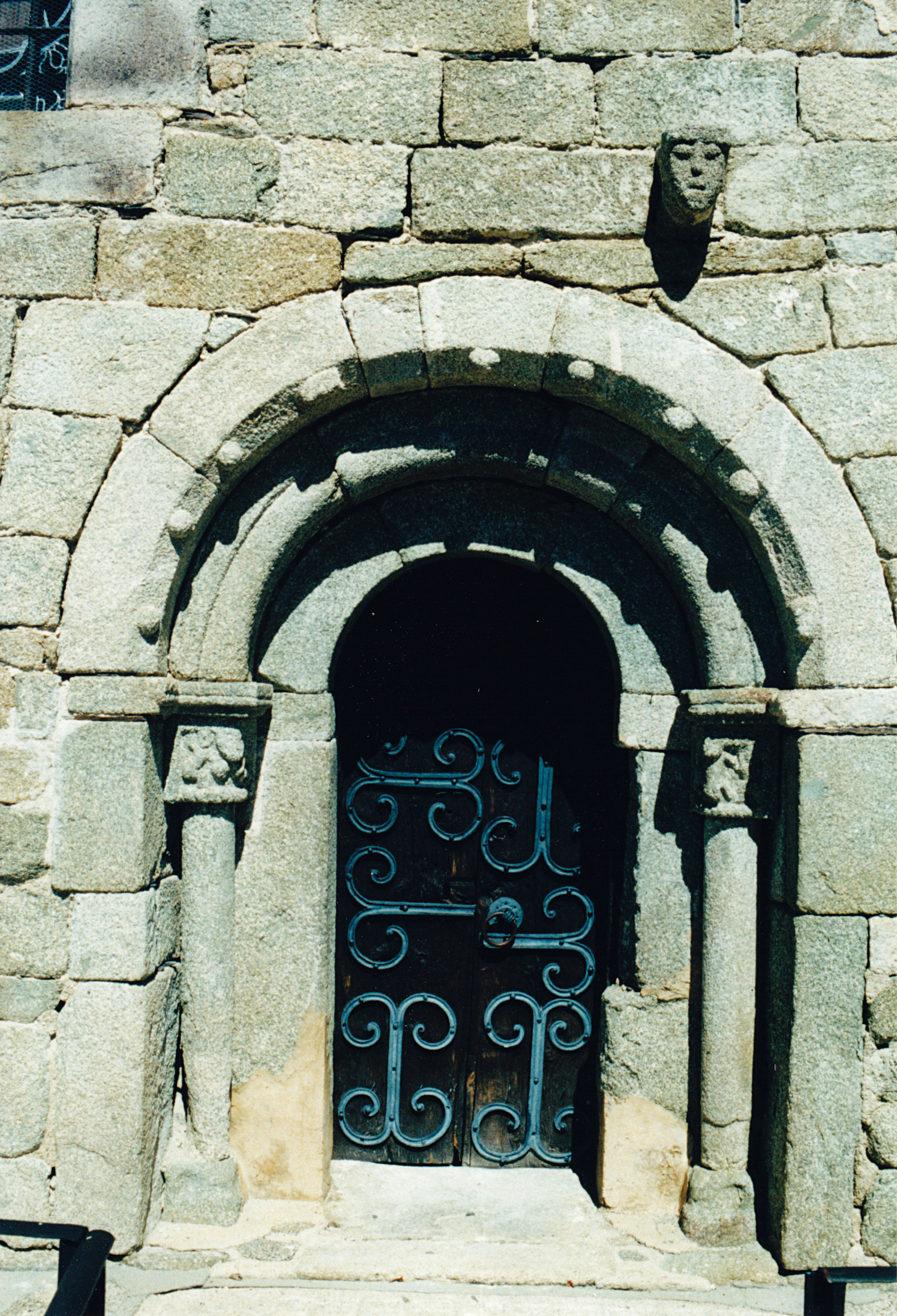
Le portail méridional.
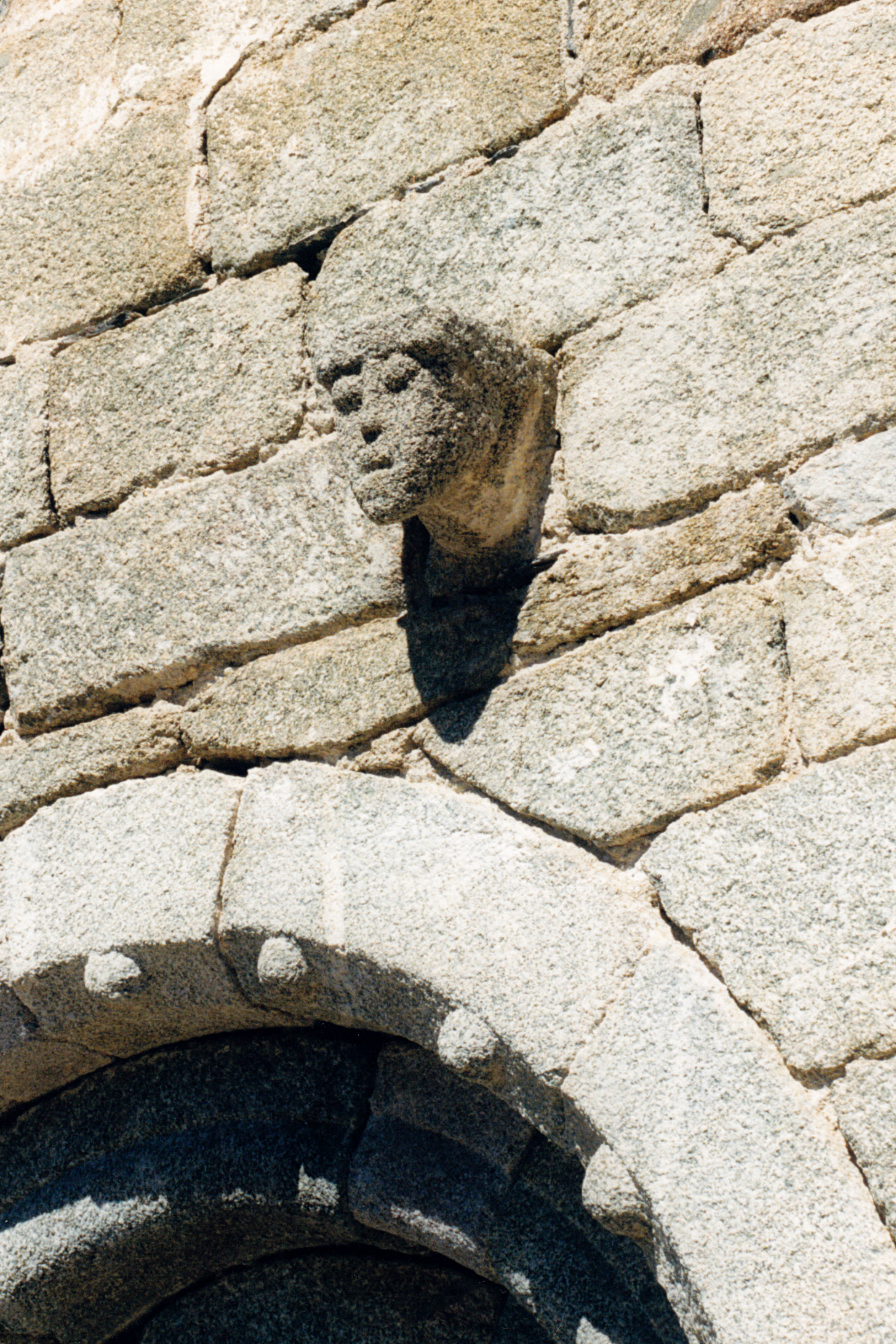
Le corbeau.